# Kunstsammlung des Kantons Zürich
Der Kanton Zürich sammelt und fördert seit 1908 Kunst, vornehmlich von Zürcher Künstlerinnen und Künstlern. Im Rahmen von kantonalen Bau-Projekten werden aufgrund des Kulturfördergesetz Kunst-am-Bau-Werke beauftragt und realisiert. Es befinden sich zudem historische Bestände in der Historischen Sammlung, die aus Schlössern, Burgen oder herrschaftlichen Häusern in den Besitz des Kantons übergegangen sind. In der Grafischen Sammlung befinden sich Arbeiten auf Papier und Editionen von Kunstschaffenden mit überregionaler Bedeutung. In der Kunstsammlung Kanton Zürich sind 809 Künstlerinnen und Künstler und rund 6000 Kunstwerke verzeichnet (Stand September 2020).

### Primärquellen
- Diverse Originaldokumente und gesammelte Zeitungsberichte befinden sich in den Archiven und Nachlässen bei Sikart.[4]

### Sekundärquellen
- Kathrin Frauenfelder. In die Breite: Kunst für das Auge der Öffentlichkeit: Zur Geschichte der Kunstsammlung des Kantons Zürich – vom Nationalstaat bis zur Globalisierung. Universität Zürich, Philosophische Fakultät, 2018[5]
- Kathrin Frauenfelder. Die Kunstsammlung des Kantons Zürich: Mehr als nur der Schönheit verpflichtet. Scheidegger & Spiess, 2019, ISBN 978-3-85881-618-4.